# مايوت
مايوت أو جزيرة الموت أو مايوطة أو ماهوري (بالفرنسية: Mayotte) هي جزيرة تقع في المحيط الهندي تابعة لفرنسا، وهي جزء من أرخبيل جزر القمر تقع في الطرف الشمالي من القناة الفاصلة بين موزمبيق ومدغشقر.
أغلبية سكانها من المسلمين، رفضوا الاستقلال في الاستفتاء الذي أدى إلى استقلال الجزر الأخرى كدولة اتحادية.

## أصل التسمية
أطلق عليها الفرنسيون مايوت (بالفرنسية: Mayotte) اقتباسا من الاسم العربي القديم، حيث جاءت الكلمة من اللغة العربية 'الموت'، أي 'جزيرة الموت' وسبب تسميتها بذلك هو وجود الشعاب المرجانية التي تحيط بالجزيرة والتي كانت تحطم السفن التي تقترب من شواطئها، وكأنها سور لحماية الجزيرة من الأعداء.

## الجغرافية
تعتبر جزيرة مايوت أقدم الجزر الأربع الرئيسية في أرخبيل جزر القمر، وتتخذ شكل هلال عند مدخل قناة موزامبيق. وتبعد حوالي 250 كم غرب جزيرة مدغشقر وثلاثين كيلومترًا إلى الجنوب والجنوب الغربي من جزيرة أنجوان، تتألف من لعديد من الجزر الصغيرة المغطاة بالنباتات. تمتد الشعاب المرجانية ب160 ميلا محيطة بمايوطة ويوجد فيها بحيرة ضحلة مساحتها حوالي 100 كيلومتر مربع، ولهذه الشعاب المرجانية دور في توفر المأوى للسفن كمرفأ آمن، كما أنها موطن للكثير من أشكال الحياة البرية والبحرية الغنية. وتشكلت هذه الجزر نتيجة النشاط البركاني الذي أنشأها.

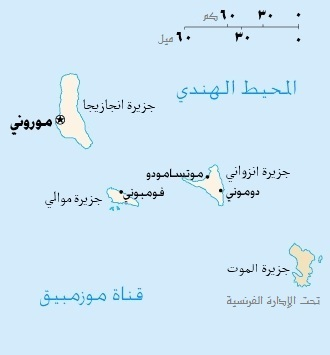
خريطة جزر القمر مع مايوطة، وتظهر مايوطة بالجزء السفلي إلى اليمين من الخريطة

### التضاريس
إن تضاريس الجزيرة تتموج بالوديان العميقة والقمم البركانية القديمة التي شكلت جزر القمر وتتميز شواطئها بالشعب المرجانية.

### المناخ
إن مناخ مايوطة مناخ بحري استوائي بين نوفمبر/تشرين الثاني ومايو/مايس، هناك فصل ممطر ورطب وحار، أثناء الرياح الموسمية الشمالية الشرقية هناك خطر مشكل بالأعاصير، بين مايو/مايس ونوفمبر.

## التاريخ
كانت الجزيرة تابعة لسلطنة عمان التي كانت تحكم جزر القمر وزنجبار في عام 1500.م وفي عام 1503 لاحظ البرتغاليين وجود تلك الجزر عند محاولتهم الذهاب إلى الهند ولكنهم لم يقوموا باحتلالها، في عام 1832 قام أجيلولفو اندريانتسولي، الملك السابق لمملكة أيبونيا في مدغشقر باحتلالها، وفي عام 1833 غزاها سلطان أنجوان الجزيرة المجاورة وضمها إلى سلطنته، ولكن في عام 1836 استعادت استقلالها وتحت سلطان محلي. وفي عام 1846 احتلت فرنسا الجزيرة وفي عام 1974 و1976 جرى استفتاء لاستقلال جزر القمر عن فرنسا وكانت جزيرة مايوطة هي الجزيرة الوحيدة التي فضّلت البقاء تحت سلطة فرنسا والتخلي عن الاستقلال وجاء الاستفتاء الأول بنسبة 63.8 ٪ والاستفتاء الثاني بنسبة أعلى وهي 99.4 ٪ من الأصوات على التوالي. ما زالت جزر القمر تواصل المطالبة بالجزيرة وتعتبرها جزء منها وعرضت القضية على الأمم المتحدة في عام 2009 ولكن فرنسا استخدمت حق النقض الفيتو متحججة في الاستفتاء الذي أعطى فرنسا أحقية أكبر بالجزيرة، ورضيت فرنسا في أن تكون مايوطة جزء من الأراضي الفرنسية على أن يطبق تدريجيا القانون الفرنسي وتدفع الضرائب للخزينة الفرنسية ودمج المجتمع في الجزيرة بالقيم الفرنسية والقانون الذي يمنع الزواج من أكثر من امرأة وهذا سيتم على مدار العشرين سنة القادمة.

## الاقتصاد
تعتبر اليورو العملة الرئيسية في مايوطة.
يقدر المعهد الوطني للإحصاء والدراسات الاقتصادية مجموع الناتج المحلي الإجمالي لمايوطة عام 2001 بحوالي 610 مليون يورو (أي ما يعادل 547 مليون دولار بسعر صرف عام 2001)،  مما يجعل نصيب الفرد من الناتج المحلي ما يقارب 3,960 يورو (3,550 دولار بسعر صرف 2001)، ويعتبر هذا المبلغ تسعة أضعاف نصيب سكان جزر القمر من الناتج المحلي الإجمالي. إلا إنه ثلث ما يحصل عليه سكان جزيرة ريونيون الفرنسية و 16٪ من نصيب الفرد من الناتج المحلي في العاصمة الفرنسية.

## السكان
بلغ عدد سكان مايوطة في يوليو 2007 حوالي 186,452 نسمة. حسب إحصاء عام 2002 فإن 64.7% من سكان مايوطة ولدوا فيها، بينما 3.9% ولدوا في باقي الأراضي الفرنسية، و 28.1% مهاجرين من جزر القمر و 2.8% مهاجرين من مدغشقر، بينما 0.5% من السكان قدموا من دول أخرى.

### تطور أعداد السكان
| 23,364                           | 32,607 | 47,246 | 67,205 | 94,410 | 131,320 | 160,265 | 186,452 |
| أرقام رسمية من الإحصاءات السابقة |        |        |        |        |         |         |         |

## الدين
الدين الرسمي في مايوطة هو الإسلام. وحوالي 3% من سكان مايوت هم مسيحيون أغلبيتهم من الكاثوليك.

## التقسيم الإداري
تقسم مايوطة إلى 17 وحدة إدارية. كما يوجد 19 إقليم (لم يشر إليها هنا) كل منها ترتبط بواحدة من الوحدات الإدارية، عدا مامودزد التي تقسم إلى ثلاثة أقاليم. ولا يوجد دوائر إدارية فرنسية في الجزيرة.

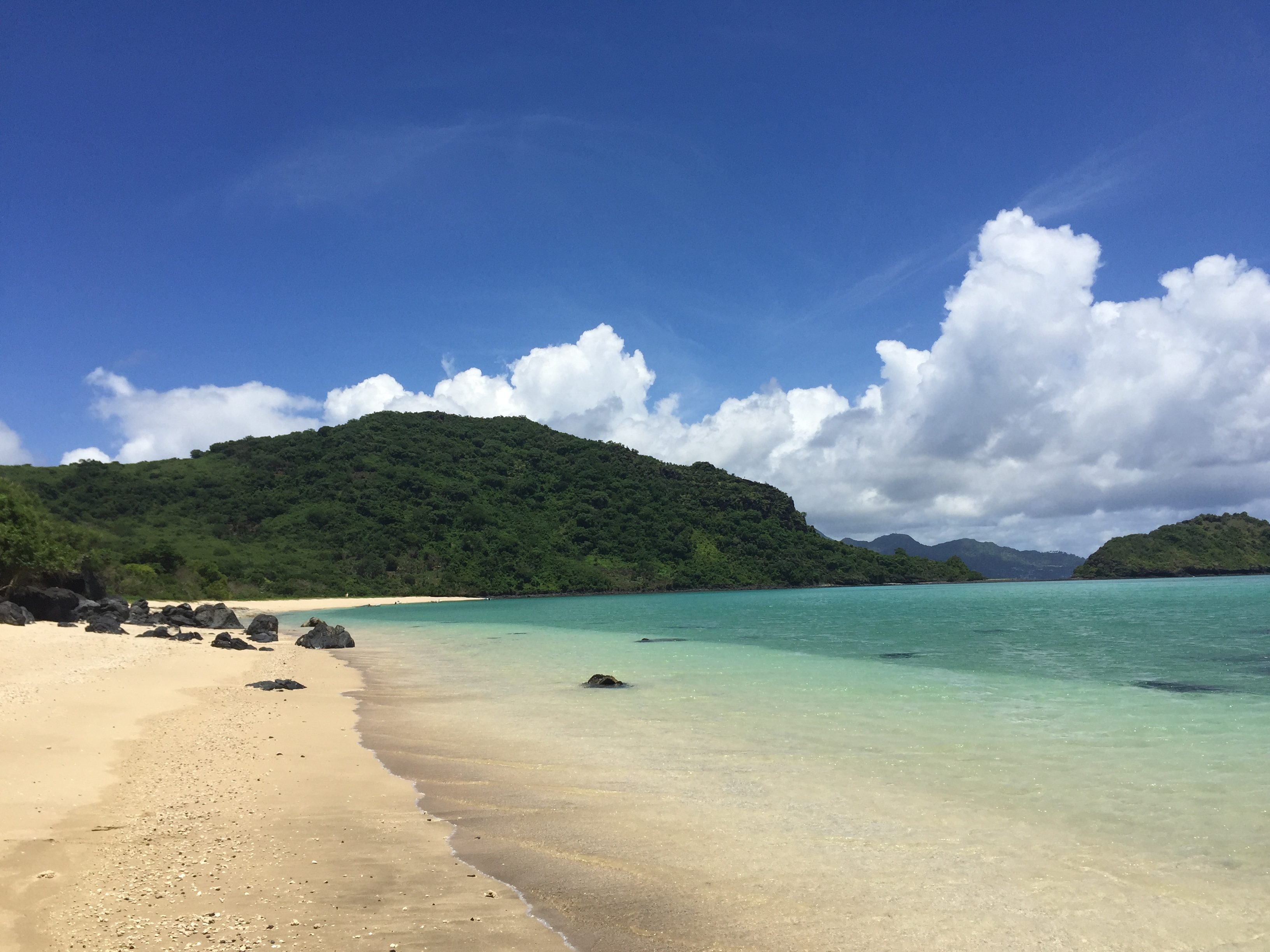
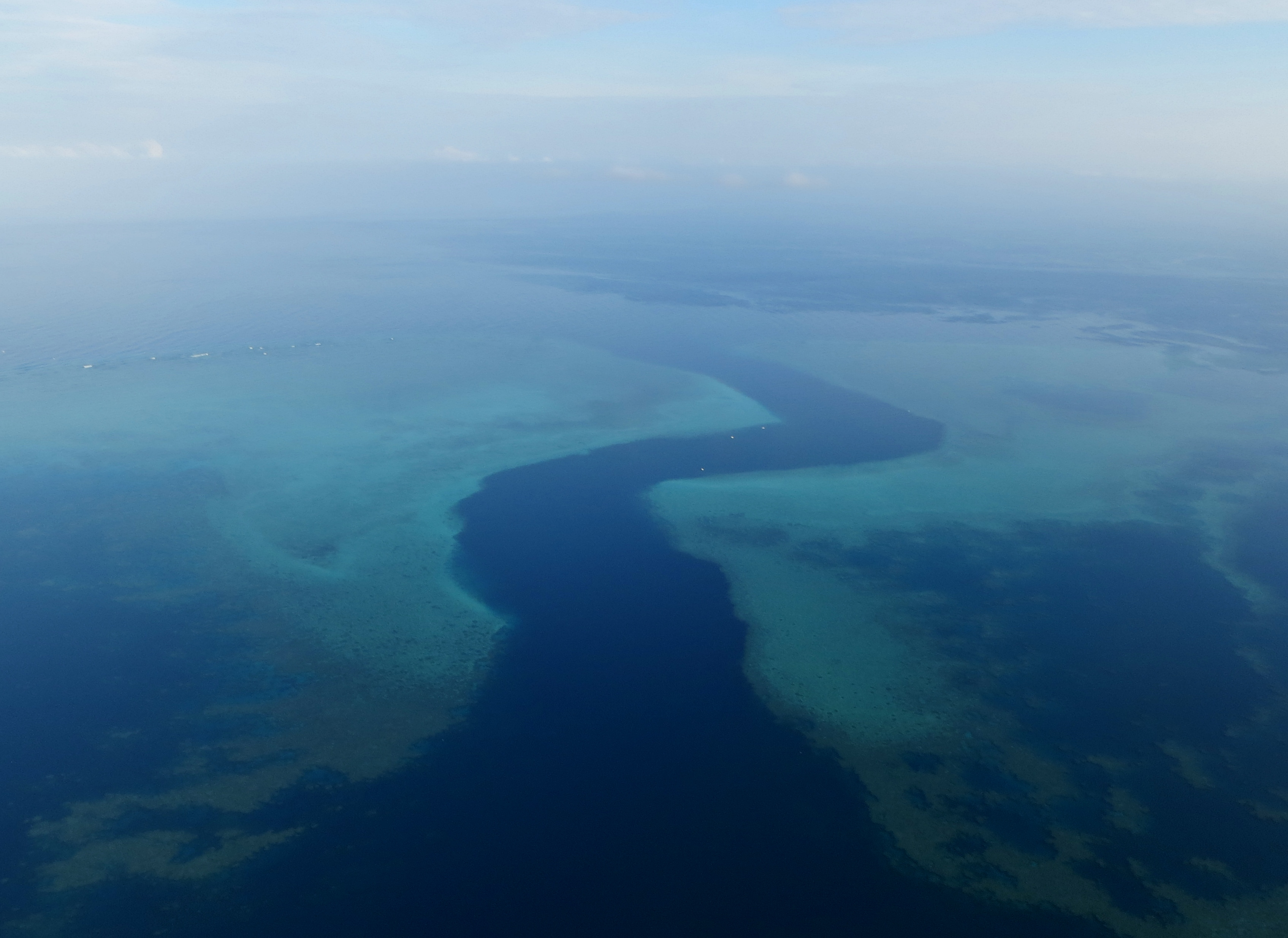
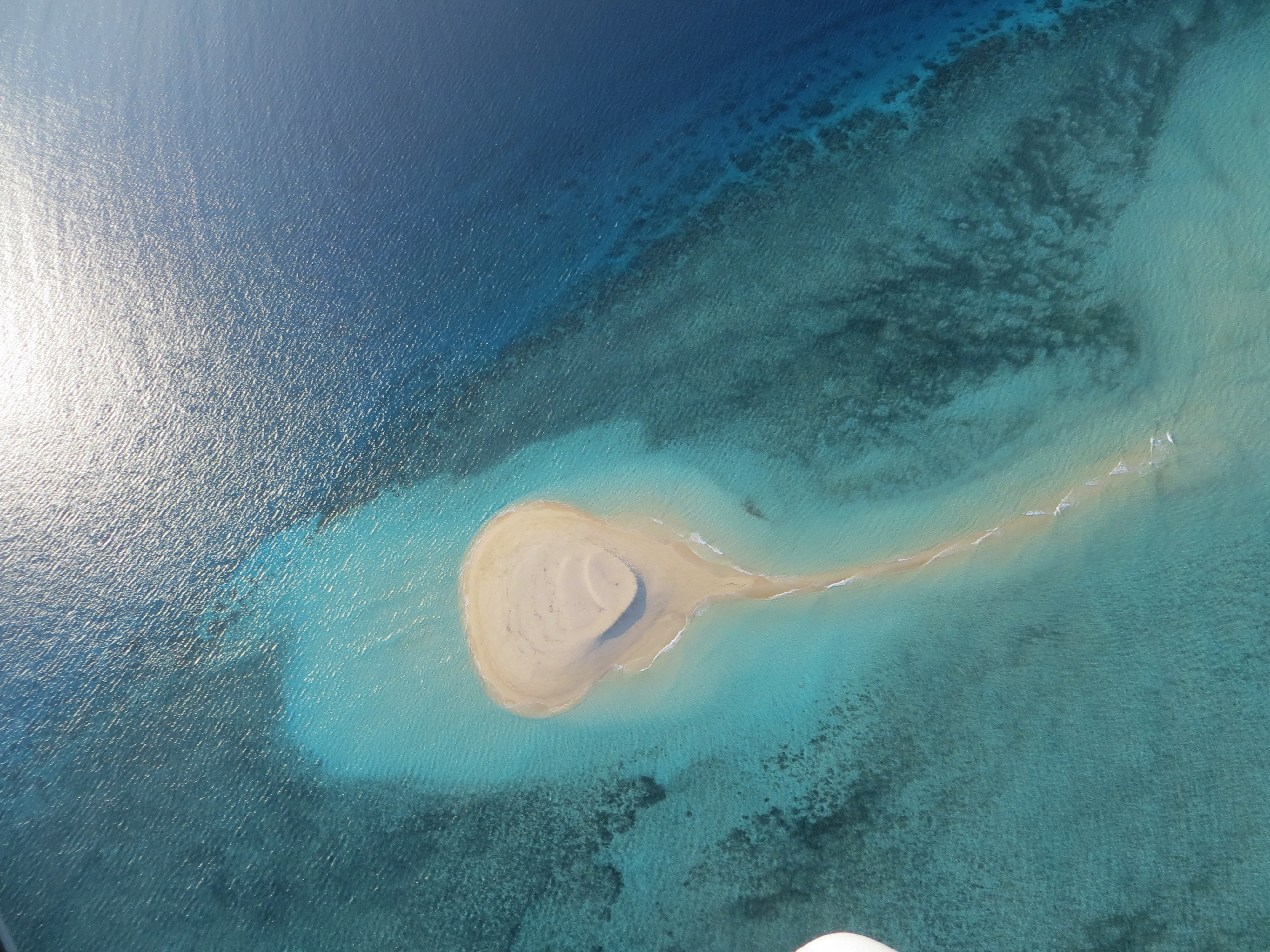
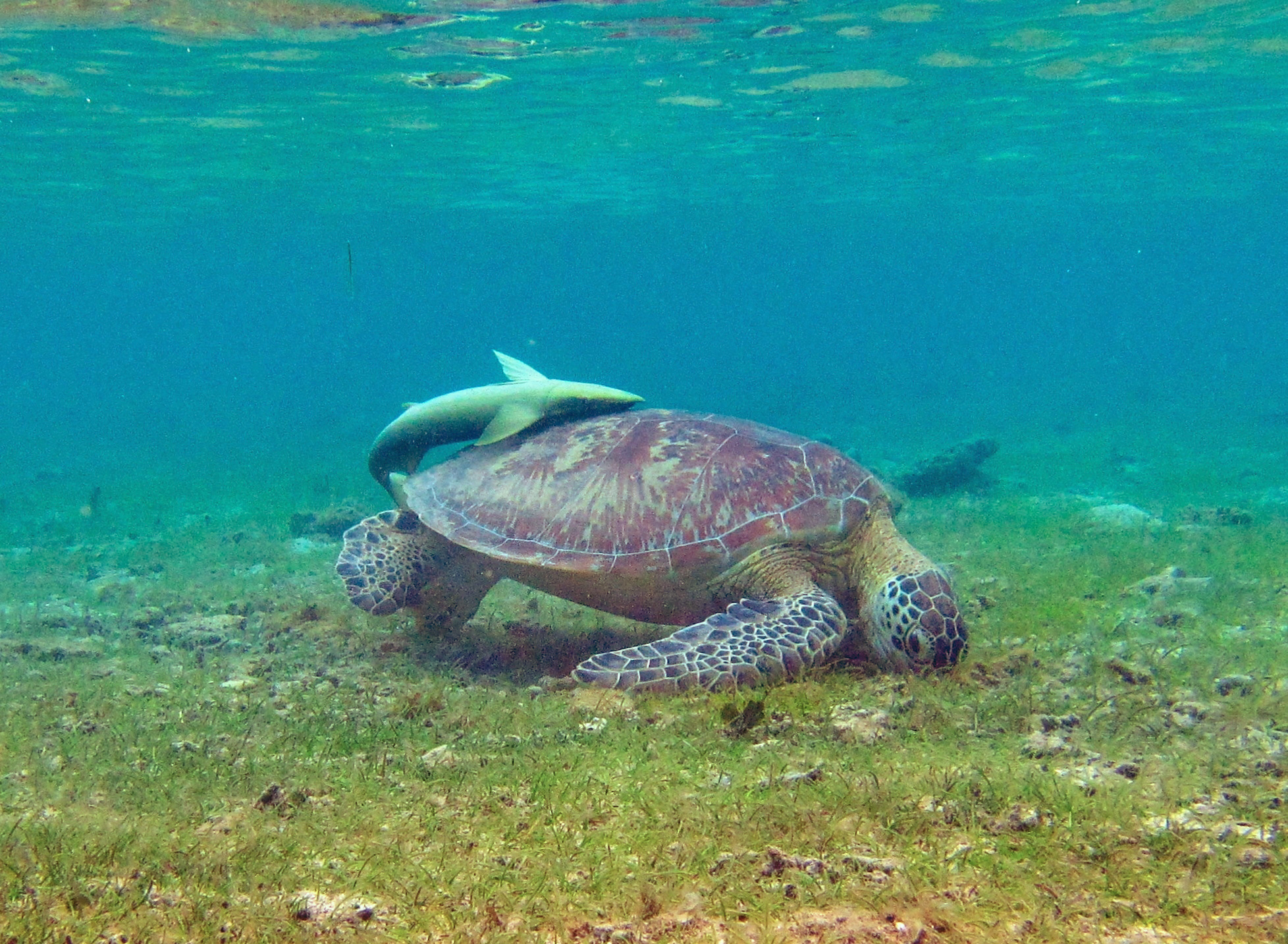
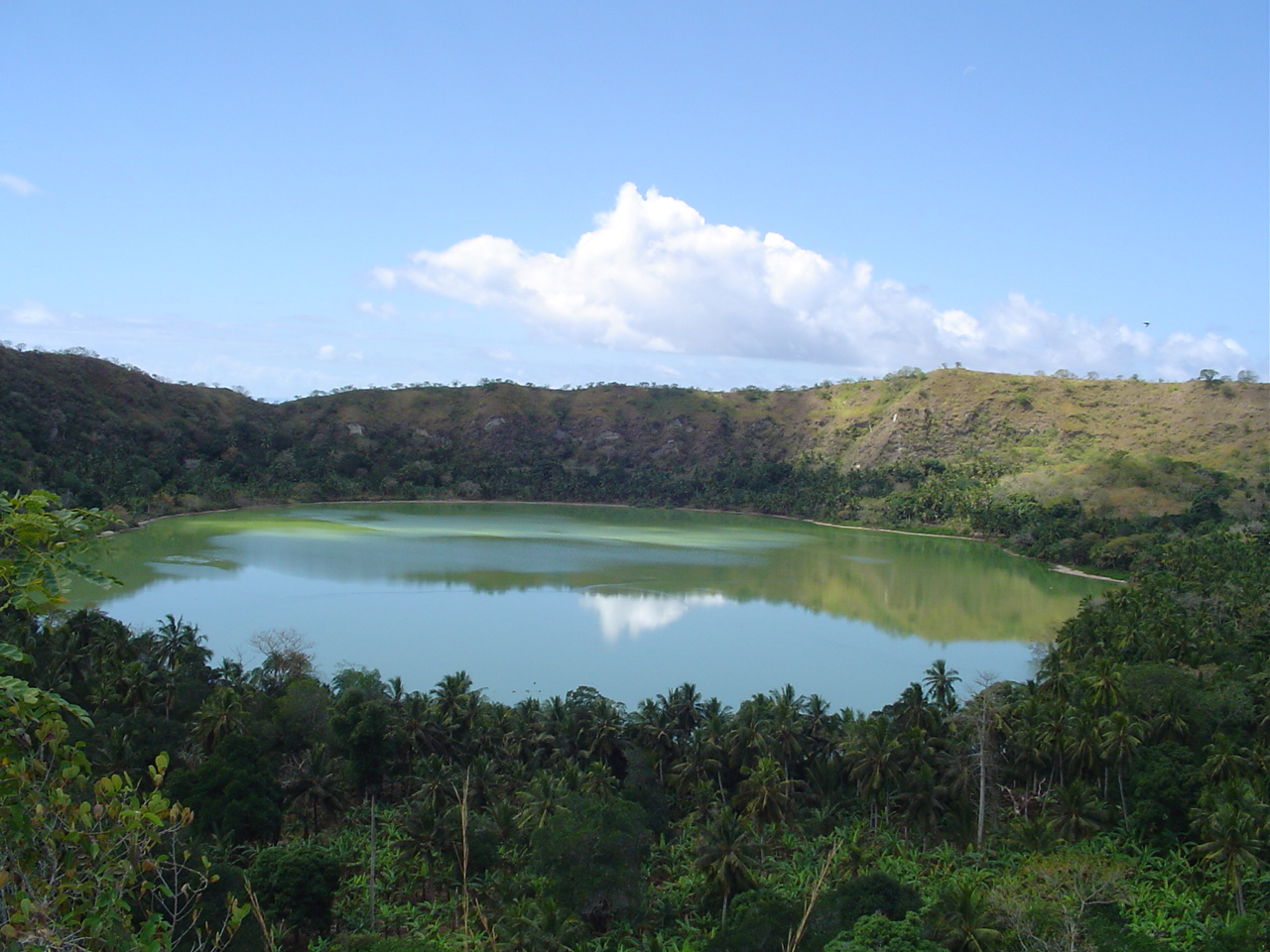

| 1. دزاودزي 2. باماندزي 3. مامودزو 4. ديمبيني 5. باندريلي 6. كاني كيلي 7. بويني 8. شيرنغي 9. سادا 10. وانغاني 11. شيكوني 12. تسينغوني 13. متسنغموجي 14. أكوا 15. متسامبورو 16. باندرابوا 17. كونغو |

Visiwa vya Mahoré
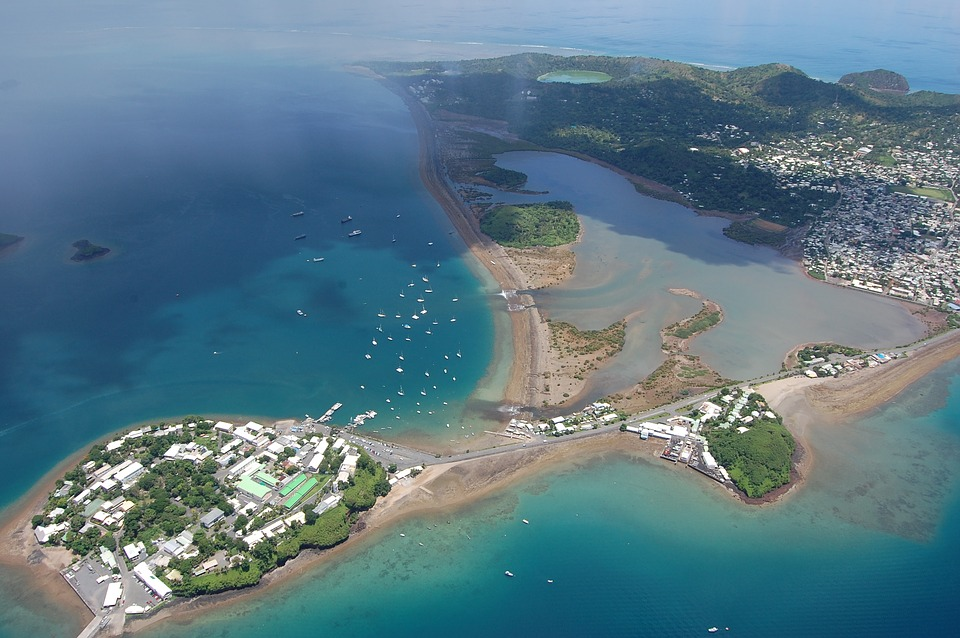
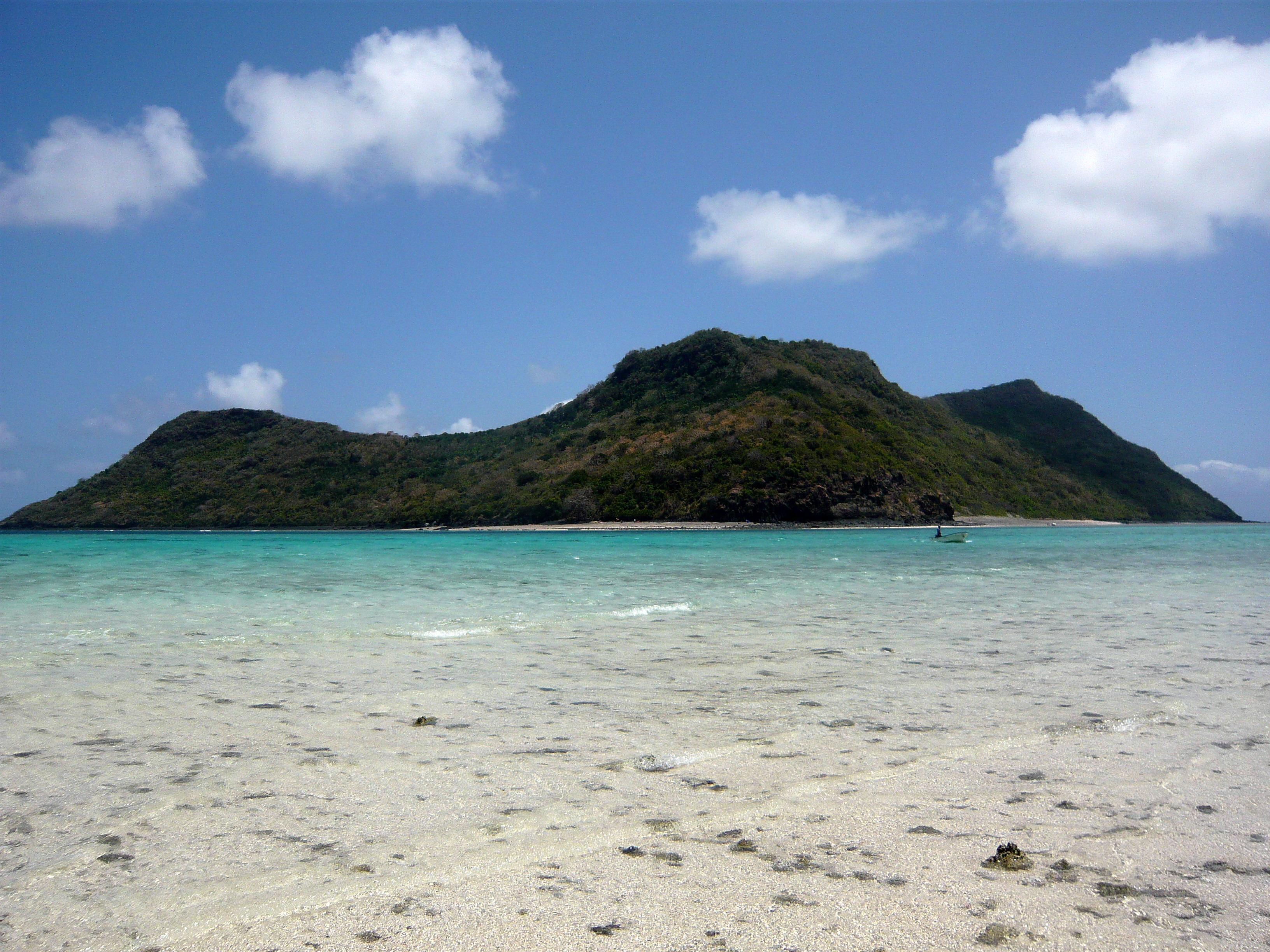
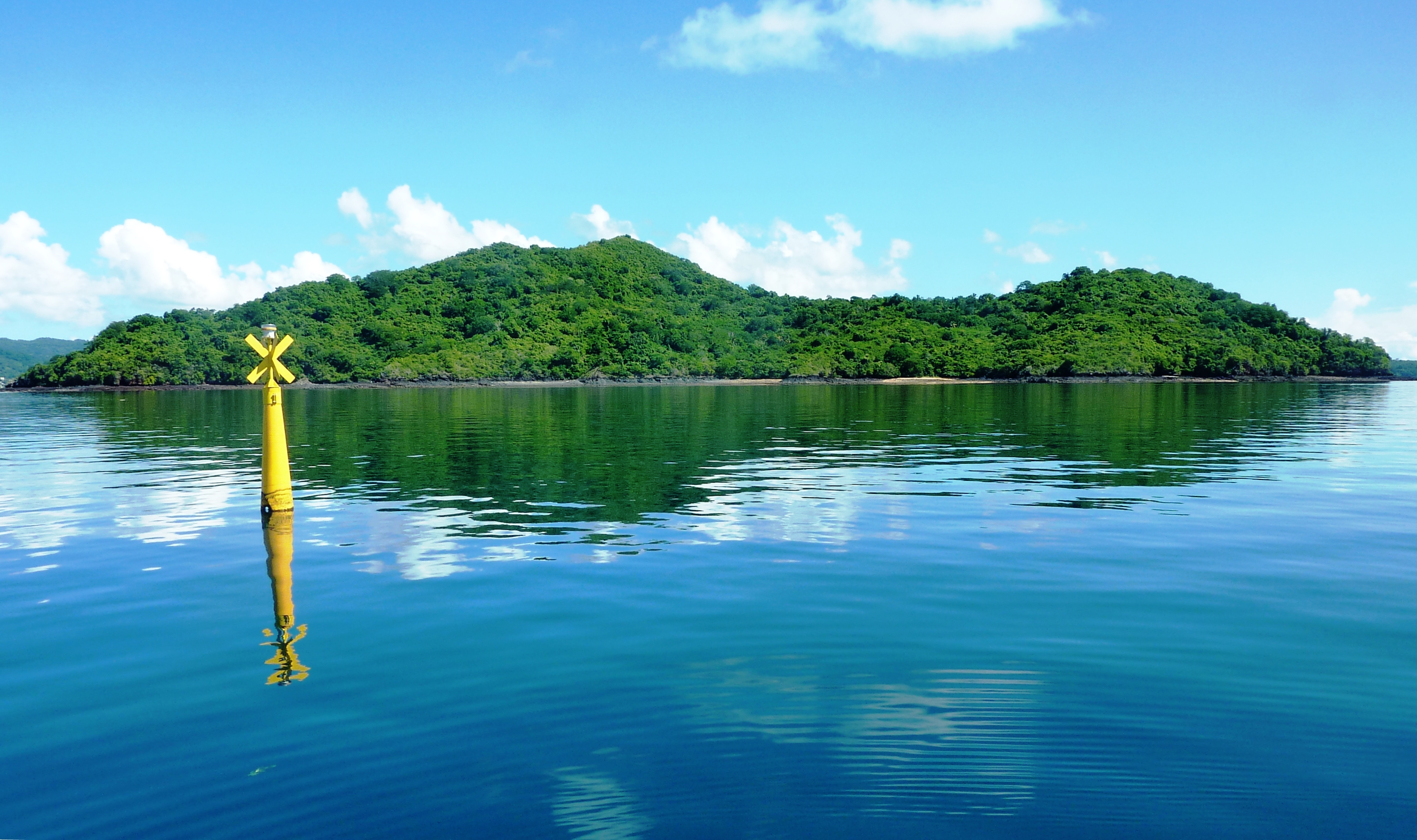
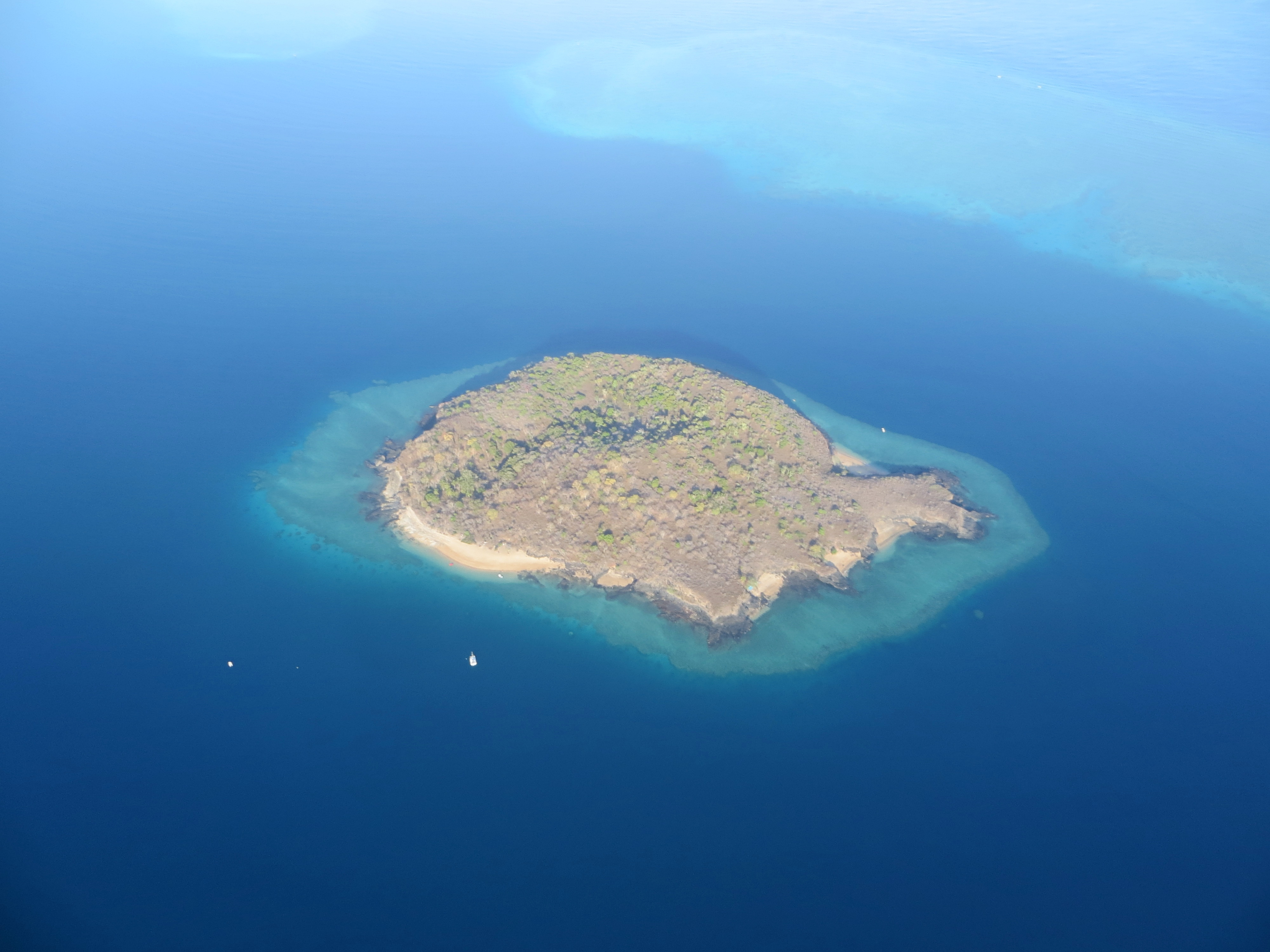

## أنظر أيضاً
- الحياة البرية في جزر القمر

## وصلات خارجية
- IleMayotte.com موقع مايوطة بالغة الفرنسية والإنكليزية
- - معلومات شاملة عن مايوطة